# Orchid Heights
Orchid Heights est un ensemble de deux gratte-ciel en construction à Mumbai en Inde. Ils s'élèveront à 201 et 274 mètres. 